# Tigrão
Tigrão (Tigger, no original em inglês; e Tigre,em Portugal) é um personagem da turma do Ursinho Puff.
Ele é um tigre cheio de energia que adora pular com sua cauda pelo Bosque dos 100 Acres o dia inteiro.
Tigrão é muito ativo e costuma ter muitas ideias (algumas não tão boas) para se divertir. Ele geralmente não pensa muito antes de fazer as coisas, é muito agitado e costuma afirmar coisas absurdamente erradas sem ter consciência disto. Este hábito parece ser causado não por burrice, mas por ignorância, já que Tigrão não gosta de livros e não apresenta interesse em se tornar culto. Um bom exemplo são as palavras que ele usa, muitas vezes inventadas como ridiculoso, obvóvel e sequesraptado. Outro exemplo clássico é a forma como ele soletra seu nome: T-I-G-R-ÃO.
Tigrão é simpático e costuma estar disposto a ajudar, mas ele quase sempre é — sem querer, direta ou indiretamente — a principal causa de confusões no Bosque, deixando o Abel nervoso.
Tigrão também aparece em muitos produtos da Disney e até mesmo ganhou um filme estrelado por ele e uma música tema chamada The Wonderful Thing About Tiggers (Eu Tenho Prazer em Ser Tigre).
O melhor amigo de Tigrão é Guru. Seus outros amigos incluem: Abel, Bisonho, Roque-Roque, Leitão, Corujão, Kessie,Bolota e Puff

## Aparições
- The House at Pooh Corner (livro)
- The Many Adventures of Winnie the Pooh (filme)
- The New Adventures of Winnie the Pooh (série animada)
- Pooh's Grand Adventure: The Search for Christopher Robin (filme)
- Winnie the Pooh: Seasons of Giving (filme)
- The Tigger Movie (filme)
- The Book of Pooh (série animada)
- Winnie the Pooh: A Very Merry Pooh Year (filme)
- Piglet's Big Movie (filme)
- Winnie the Pooh: Springtime with Roo (filme)
- Pooh's Heffalump Movie (filme)
- Pooh's Heffalump Halloween Movie (filme)
- My Friends Tigger & Pooh (série animada)
- Pooh's Super Sleuth Christmas Movie (filme)